# Cazevieille
Cazevieille – miejscowość i gmina we Francji, w regionie Oksytania, w departamencie Hérault.
Według danych na rok 1990 gminę zamieszkiwało 105 osób, a gęstość zaludnienia wynosiła 6 osób/km² (wśród 1545 gmin Langwedocji-Roussillon Cazevieille plasuje się na 797. miejscu pod względem liczby ludności, natomiast pod względem powierzchni na miejscu 448.).